# Kambiwa anomala
Kambiwa anomala là một loài nhện trong họ Pholcidae. Loài này được phát hiện ở Brasil.